# AEL Larissa
Pour le club de basket-ball, voir AEL Larissa (basket-ball).
Maillots
Dernière mise à jour : 2 août 2025.
L’Athlitiki Enosi Larisas (en grec moderne : Αθλητική Ένωση Λάρισας 1964), plus couramment abrégé en AE Larissa ou AEL FC, est un club grec de football fondé en 1964 et basé dans la ville de Larissa, dans la région de la Thessalie.
Ses couleurs officielles sont le cramoisi et le blanc et son emblème est un cheval robuste dressé sur ses pattes arrière. Ses surnoms sont "Crimson" et "Queen of Kampos".
L'A.E.L. est la seule équipe provinciale grecque à avoir réussi à remporter le championnat grec, et ce durant sa décennie dorée, la période 1987-1988, tandis qu'elle a également remporté deux Coupes de Grèce (1984-1985, 2006-2007).
L'A.E.L. a également participé à des compétitions européennes, comme la Coupe de l'UEFA (aujourd'hui Ligue Europa) en 2007. L'équipe n'a cessé de grandir et d'évoluer, apportant une contribution significative au football grec.
Ces dernières années, l'AEL FC Arena, d'une capacité de 17 118 places, a accueilli tous les matches officiels de l'équipe. Le stade national "Alcazar", d'une capacité de 13 108 places, accueillera les matches à partir de 2020 et marquera une étape importante dans l'histoire de l'A.E. Larissa.
L'équipe compte de nombreux fans et a créé une forte relation de concurrence avec d'autres grandes équipes grecques, telles que le PAOK et l'Olympiacos.
Dans l'ensemble, l'A.E.L. s'est avéré être l'une des équipes de football les plus importantes et les plus reconnaissables en Grèce et dans le monde du sport en général.
Il s'agit du seul club de football évoluant en Super League ayant remporté le championnat professionnel en n'étant pas un club de l'une des deux plus grandes villes grecques, Thessalonique ou la capitale Athènes.

## Histoire du club

### Historique
- 17 mai 1964 : fondation du club par fusion de Iraklis Larissa (Ηρακλή Λάρσιας), Aris Larissa (Άρης Λάρισας), Toxitis Larisas (Τοξότης Λάρισας) et Larisaïkos (Λαρισαϊκός Λάρισας) sous le nom de AEL Larissa après prise de décision à l'Odéon de la ville de Larissa (Δήμοτικο Ωδείο Λάρισας).
- 22 mai 1964 : changement des statuts pour le club d'Iraklis Larissa
- 7 juin 1964 : premier match de l'AEL Larissa. Match amical avec Panionios où AEL Larissa remporte sa première victoire au stade Alkazar 2-1. De nombreux joueurs de l'équipe sont issus des autres clubs qui ont fusé (Toxotis, Aris, Iraklis, Larissaikos, Pellasgiko, Anaplasi Tyrnavos, Panthessaliko).
- 8 juin 1964 : approbation de l'agrément pour la fondation du club AEL Larissa
- 25 juin 1972 : AEL Larissa laisse Panserraikos monter en Première division après le match nul 1-1 contre Panserraikos à Serres.
- 23 juin 1973 : montée en première division de l'AEL Larissa pour une place de 9e, le maintien est assuré.

- 1982 : Défaite 1-0 en finale contre le PAO Panathinaikos Athènes à Nea Philadelfia en finale de Coupe de Grèce. Qualification pour la coupe de l'UEFA
- 14 septembre 1983 : premier match européen en UEFA, AEL Larissa -Honved(Hon)2-0 au stade Alkazar. Défaite en Hongrie 3-0. AEL Larissa est éliminée.
- 6 juin 1984 : défaite en demi-finale de Coupe de Grèce contre le PAO Panathinaikos Athènes.
- 22 juin 1985 : première Coupe de Grèce remportée contre le PAO Panathinaikos 4-1
- 16 mars 1988 : affaire "Georgi Tsikov" qui enlève 4 points à AEL Larissa dans le classement du championnat.
- 21 mars 1988 : AEL Larissa est sacrée champion du Championnat de Grèce pour la première fois de son histoire.
- 13 septembre 1997 : descente en deuxième division (B' Έθνικη)
- Eté 2001 : descente en troisième division grecque (Γ' Έθνικη)
- 7 mars 2003 : fermeture du club pour banqueroute
- 2003 : refondation du club sous le nom de AEL 1964 Larissa
- 15 mai 2005 : retour en première division grecque après la victoire 2-1 contre Proodeftiki Athènes au stade Alkazar.
- 2007 : La fin de la saison est historique puisque la clôture ouvre les portes de l'Europe avec une qualification pour la coupe de l'UEFA.
- 20 septembre 2007 : match européen au nouveau stade Panthessaliko issu des Jeux Olympiques de 2004, l'AEL remporte contre les Blackburn Rovers une victoire éblouissante 2-0. L'AEL Larissa se qualifie pour la poule A de la coupe de l'UEFA 2007-2008.
- 21 mai 2008 : annonce de Georgios Donis devant la presse qu'il ne sera plus l'entraîneur de l'AEL Larissa. Depuis son arrivée au club, il a permis le titre de Champion de deuxième division, la montée en Première division, la Coupe de Grèce 2007, la qualification pour la coupe de l'UEFA 2008.
- 24 mai 2008 : présentation officielle du nouvel entraîneur : Marinos Ouzinidis venant du club chypriote de l'APOEL.
- 26 avril 2009 : après une très belle saison et de bons résultats lors de ce championnat, l'AEL a su maintenir à distance son principal rival : l'Aris. Larissa a su conforter sa place de 5e tout au long de la fin de championnat. Elle obtient logiquement pour la première fois de son histoire, une place qualificative pour la phase finale ou play-off.
- 16 novembre 2009 : mort prématurée du joueur mexicain Antonio De Nigris à 31 ans à la suite d'un arrêt cardiaque au petit matin. De Nigris tenait une place de titulaire dans l'effectif.
- Janvier 2010 : la période du mercato d'hiver est riche pour le club de Larissa. L'AEL se renforce de nombreux éléments venus de différents pays. Neuf joueurs sont engagés dont le Gabonais Daniel Cousin ayant joué au RC Lens, MUC Le Mans.
- 22 février 2010 : à la suite de la défaite de l'AEL Larissa à Alkazar contre la lanterne rouge, l'entraîneur Marinos Ouzinidis quitte son poste à l'amiable avec le président. Il est remplacé par Iannis Papakostas, ancien entraîneur de Kavala.
- 21 novembre 2010 : dernier match à Alkazar contre le Panionios, l'équipe est la même que lors de l'inauguration. Defaite 1-0 devant 6000 spectateurs.
- 5 décembre 2010 : premier match dans la nouvelle installation de l'AEL : AEL Arena, match contre le PAOK et défaite 2-1 devant près de 10 000 spectateurs.
- mai 2011 : l'AEL Larissa termine 14e de la Superleague 2011. Malgré la relégation de deux autres clubs mieux classés impliqués dans un scandale de matchs truqués, le club descend en Football League.
- juillet 2013 : en raison de problèmes financiers persistants, le club renonce à participer à la Football League, et abandonne le statut professionnel.

## Le stade
Le club AEL Larissa jouait au stade Alkazar (Στάδιο "Αλκαζάρ" en grec) depuis le 7 juin 1964, date de la première victoire contre Panionios en match amical jusqu'au match contre Panionios (défaite 1-0) le 21 novembre devant 6 160 spectateurs.
Le stade Alkazar pouvait accueillir officiellement 13 108 spectateurs. Il est situé en bordure de ville, route d'Elassonna-Kozani.
Le nouveau stade a été officiellement inauguré : AEL Arena. Le stade se trouve dans la partie sud de la ville, dans le quartier de Néapoli. 
Le stade est qualifié comme stade UEFA Trois étoiles accueillant 16 118 places assises sur une surface 14 hectares. Il accueille 1 200 places de parking pour les véhicules. De style anglais, c'est l'entreprise d'architecte Potiropoulos D+L Architecturequi a été chargée de la maîtrise d'œuvre.
La première rencontre qui a eu lieu en championnat contre le PAOK Salonique, le 5 décembre 2010 a rassemblé 9 829 spectateurs.

## Bilan sportif

### Palmarès
| \| - Championnat de Grèce (1) : - Champion : 1987-1988. - Vice-champion : 1982-1983. - Coupe de Grèce (2) : - Vainqueur : 1984-1985 et 2006-2007. - Finaliste : 1981-1982 et 1983-1984. \| \| - Championnat de Grèce de deuxième division (1) : - Champion : 1961-1962, 1972-1973, 1977-1978 et 2004-2005. \| |  | |
| - Championnat de Grèce (1) : - Champion : 1987-1988. - Vice-champion : 1982-1983. - Coupe de Grèce (2) : - Vainqueur : 1984-1985 et 2006-2007. - Finaliste : 1981-1982 et 1983-1984. |  | - Championnat de Grèce de deuxième division (1) : - Champion : 1961-1962, 1972-1973, 1977-1978 et 2004-2005. |

### Résultats

#### Championnat
Les statistiques sont issues des saisons de l'AEL Larissa depuis sa création en 1964 à la suite de la fusion des clubs de Larissa: Taksotis, Aris, Iraklis et Larissaïkos qui occupait une place en deuxième division jusque durant la saison 1963-1964.
Mise à jour le 22 décembre 2010.
| Division   | Saisons | Titres | Matchs joués | Victoires | Nuls | Défaites | Buts marqués | Buts encaissés | Différence |
| Α' Ethniki | 25      | 1      | 814          | 363       | 216  | 309      | 930          | 1018           | -88        |
| B' Ethniki | 18      | 3      | 572          | 277       | 154  | 179      | 825          | 621            | +204       |
| G' Ethniki | 3       | -      | 98           | 47        | 24   | 34       | 128          | 109            | +19        |
| Total      | 46      | 4      | 1484         | 717       | 394  | 522      | 1883         | 1748           | +135       |

### Classement en championnat
- Les classements :
  - 2009-2010 : 8e - 37 pts
  - 2008-2009 : 5e - 49 pts  Play-Off
  - 2007-2008 : 6e - 45 pts
  - 2006-2007 : 10e - 36 pts
  - 2005-2006 : 8e - 39 pts
  - 2004-2005 : 1er (B')-
  - 2003-2004 :
  - 2002-2003 :
  - 2001-2002 :
  - 2000-2001 :
  - 1995-1996 : 16e- 34 pts
  - 1994-1995 : 11e- 40 pts
  - 1993-1994 : 10e- 42 pts
  - 1992-1993 : 7e- 43 pts
  - 1991-1992 : 7e- 31 pts
  - 1990-1991 : 10e- 42 pts
  - 1989-1990 : 8e- 34 pts
  - 1988-1989 : 6e- 34 pts
  - 1987-1988 : 1er- 43 pts
  - 1986-1987 : 8e- 19 pts
  - 1985-1986 : 8e- 30 pts
  - 1984-1985 : 6e- 35 pts
  - 1983-1984 : 6e- 32 pts
  - 1982-1983 : 2e- 45 pts
  - 1981-1982 : 10e- 31 pts
  - 1980-1981 : 6e- 37 pts
  - 1979-1980 : 9e- 34 pts

- Nationale A - Ethniki
  - 1978-1979 : 12e- 29 pts
  - 1974-1975 : 18e- 17 pts
  - 1973-1974 : 9e- 32 pts

### Championnat de Grèce Première division
- Saison 2004-2005:

Une saison menée tambour battant en deuxième division avec une finalité exceptionnelle. Tout au long de la saison AEL Larissa est tenue tête par d'autres prétendants à la montée en Première division. Les derbies de Thessalie sont chauds contre Niki Volou et Olympiakos Volou. Les duels à distance avec Kastoria et Levadeiakos rythment la saison. Mais c'est finalement après une victoire 2-1 contre Proodeftiki Athènes à Alkazar le 25 mai que le petit cheval peut exulter sur la pelouse du stade. Dans une fête exceptionnelle, les joueurs fêtent la montée en division supérieure.
Un joli message des joueurs aux autres équipes grecques « Nous sommes revenus » ("Επιστρέψαμε" en grec)sur les maillots des "Vissini". 
- Saison 2005-2006:

Première saison en A' Ethniki depuis la liquidation du club en 2003, l'AEL défend sa place. Elle la défend bien à la 8e place avec 39 points pris lors des 34 matches de championnat. Elle se qualifie en Coupe Intertoto, 18 ans qu'elle ne l'avait pas fait. De plus en coupe de Grèce, elle se hisse jusqu'en 1/2 finale où elle chute contre l'Olympiakos Le Pirée.
- Saison 2006-2007:

La saison qui se déroule bien dans le championnat est surtout marqué par le troisième titre des "Vissii". Ils remportent le 5 mai 2007 à Volos, la coupe de Grèce devant le Panathinaïkos Athènes par une victoire 2-1. Les joueurs descendent sur la place centrale de la ville acclamés par une foule conquise à leurs joueurs. 20 ans après AEL Larissa renoue avec l'histoire.
L'"AEL La Reine encore" refrain repris une nouvelle fois. Ils se qualifient par là-même pour la coupe de l'UEFA.
- Saison 2007-2008:

- L'AEL reprend la nouvelle saison après une très belle saison couronnée de succès par la victoire au Panthessaliko Stadium de Volos, en Coupe de Grèce contre le Panathinaïkos Athènes.

Quelques départs sont à signalés dont celui de Christian Bassila et de l'emblématique Thomas Kyparissis qui prend sa retraite sportive. 
- Le championnat reprend difficilement après de nombreux revers à l'extérieur et aucune victoire à domicile. Ainsi, c'est 0-0 contre Véria, 3-3 contre Levadeiakos et 1-1 contre Xanthi. Il faut attendre la 11e journée pour la première victoire 1-0 contre l'Aris Salonique le 9 décembre 2007. L'AEL évincé de la coupe de l'UEFA malgré un joli parcours et ses 6 matches européens, peut se remettre au championnat. Elle signe une victoire contre Everton à Volos 3-1.
- En championnat, un premier bilan présente, l'AEL avec 6 matches nuls et 4 défaites. Dès lors, une remontée spectaculaire débute avec un phase retour de victoires consécutives dont une contre l'AEK Athènes 1-0. Successivement, c'est Atromitos, Levadeiakos, l'AEK Athènes, Panionios qui tombent. Enfin, une belle victoire contre l'OFI Herakleion 5-1 le 16 mars, devant un stade Alkazar conquis, place l'AEL à la 7e place du championnat à 3 points du 5e. L'AEL ne remettra pas son titre de Coupe de Grèce, battu par Thrasivoulos, une équipe évoluant en B' Ethniki. (1-2 / 1-3). La route s'arrête en 1/4 de Finale.
- La fin de saison est dorée malgré quelques échecs devant les ténors du championnat. Victoire contre Apollon Kalamarias 3-2, 1-1 contre Aris, 3-2 contre Ergotelis. Enfin, le 20 avril, AEL Larissa remporte une victoire historique 4-3 contre le PAOK Salonique en remontant les 0-3 qui étaient en faveur du PAOK à la mi-temps. Les 3 points gagnés n'ont pas suffi pour prendre la place au classement final, puisque c'est le Panionios Athènes qui disputera cette année les play-off en tant que dernière équipe sélectionnée. La victoire est amère.
- Larissa termine la saison le 20 avril, à la 6e place avec 45 points et 35 buts inscrits, 30 encaissés et une invincibilité à domicile.

- Saison 2008-2009:

Avec un nouvel entraîneur à la tête de l'équipe et quelques recrues dont M'Penza venues renforcées les départs de Kozleï (Panthrakikos), les matches de préparation commencent à Karpenissi pour une série de test avant le début de saison prévue pour septembre 2008.
- La saison débute avec une équipe et un jeu solide qui permet à l'équipe de maintenir une place dans la première partie du classement. Le jeu pose de gros problèmes aux équipes outsiders comme à l'ARIS qui ne se contente que du nul (0-0) ou du Panathinaïkos qui reviendra d'Alkazar avec un point arraché par un ancien de l'AEL : Cleyton.

Le mercato d'hiver est l'occasion pour l'AEL de renforcer l'équipe qui souhaite conserver une cinquième place qualificative pour les play-offs. Ainsi, Ilic, Giannakopoulos et Kyriakos viennent prendre leur place au bord du Pineios. Giannakopoulos s'affirme d'entrer avec un apport décisif dans le mois de février. Il marque à trois reprises et consolide les souhaits d'Ouzinidis pour la fin du championnat.
- La fin du championnat marque la lutte à distance avec l'ARIS qui souhaite chipper la 5e place du championnat mais l'AEL engrange 3 précieux points contre l'Olympiakos grâce à un superbe but de Zurawski qui prend la 5e place au classement des buteurs.
- Le match contre Levadiakos affirme la place de Larissa pour la phase finale du championnat…
- L'AEL se qualifie pour les play-off pour la deuxième édition de cette nouvelle formule. Les six matches au programme opposent l'AEL au Panathinaïkos, PAOK et à l'AEK. L'AEL termine dernier club avec deux nuls et quatre défaites. Mais elle reste qualifiée pour la Ligue Europa. La saison se termine ainsi le 31 mai avec la défaite contre le PAOK 0-1.

- Saison 2009-2010:
- L'AEL reprend la saison en juillet avec l'entrée en lice au second tour préliminaire de la Ligue Europa. Elle rencontre le KR Reykjavik mais est éliminé après avoir été battu en Islande 2-0 et avoir pu prendre sa revanche à Alkazar 1-1.
- Début de championnat le 23 août à Tripoli au Péloponnèse, match nul contre Asteras.
- Le championnat a débuté difficilement pour l'équipe de Marinos Ouzinidis, après dix journées, l'équipe ne compte que 10 points, soit deux victoires. L'équipe subit plusieurs revers à Alkazar ce qui fragilise sa position au classement. Son élimination prématurée contre le voisin Olympiakos Volos en coupe ne rassure pas l'équipe pour la poursuite du championnat.
- La fin des matches aller se termine avec une série mitigée de victoires et de défaites. L'AEL présente un bilan compliqué avec un classement à la 13e place. La victoire contre Tripoli renforce la place de l'AEL mais la défaite ensuite contre l'Olympiakos refragilise sa position. L'AEL devra se battre la fin de saison pour ne pas être difficilement positionnée.
- À la suite de l'arrivée du nouvel entraîneur, l'AEL enregistre une très bonne série de matches en gagnant contre la PAOK alors candidat au titre, soit 13 points en 7 matches ce qui remet l'AEL dans la première moitié du classement général.

### Championnat de Grèce Deuxième division
- 23 juin 1973 : L'AEL Larissa termine première du championnat avec 98 points, devant « Renaissance Karditsa » (Αναγέννηση Καρδίτσας). C'est grâce à une victoire 3-0 contre Kallithea que l'AEL Larissa accède à la Première division (A' Ethniki). Buts de  Pakarliotas à la 1re minute, Seitaridis à la 38e et Charitidis à la 80e.
- 18 juin 1978 : L'AEL Larissa termine avec 59 points devant l'Olympiakos Volos en remportant 4-1 contre Nea Evparkias Macédoine (Νέας Ευκαρπίας τον Μακεδονικό). Larissa accède à la Première division en terminant 3e du Groupe Nord de la Deuxième division (B'Ethniki).
- 25 mai 2005 : Dans un dernier match difficile, l'AEL Larissa bat l'équipe athénienne de Proodeftiki 2-1. Les 3 points pris ont une importance puisqu'ils offrent l'accession à la Première Division après de très nombreuses années de disettes. L'AEL surpasse des équipes en forme comme Kastoria.

### Coupe de Grèce
- 1982 : L'AEL Larissa connaît sa première finale de Coupe de Grèce contre le Panathinaïkos, favori de cette finale. Après avoir battu Olympiakos Volos 2-0, 1-0 contre Xanthi, 1-0 (0-0) contre Diagora en 1/4 de finale, 0-1 (3-1) contre Corinthe en 1/2 finale.

C'est devant 20 000 spectateurs que Larissa laisse passer sa chance en manquant nombre d'occasions franches. Panathinaïkos remporte la coupe sur penalty.
- 1984 :L'AEL Larissa est de nouveau en finale de coupe de Grèce contre le Panathinaïkos. Après une victoire contre Kozani 2-0, contre Archaïe 10-0 (0-1), 1-0 (1-1) contre l'AEK Athènes, 3-0 (0-0) contre Kavala, 1-0 (0-0) contre Iraklisen 1/2 finale. Défaite 3-0 en finale.
- 2006 : L'AEL Larissa prépare sa future finale en accédant en 2006 à la demi-finale. L'Olympiakos stoppe les Vissini au pied de la dernière marche 1-3 (0-1).
- 2007 : AEL Larissa est enfin récompensée et remporte cette année la Coupe de Grèce, dans l'emblématique Panthessaliko Stadium de Volos. Après un parcours couronné de succès contre Panthrakikos  3-1, 1-1 (3-1) contre l'OFI Crète, 0-0 (2-0) contre Kerkyra, 2-0 (2-0) contre le PAS Ioannina. L'AEL bat l'énigmatique équipe du Panathinaikos qui s'oppose pour la troisième fois consécutive à l'AEL en finale. L'AEL l'emporte 2-1  avec un dernier but de Bakayoko.
- 2008 : Thrasivoulos Pylis accède à la Première division mais révèle également un potentiel qui aura raison des Vissini pour la défense de leur titre. Arrêt est sonné en quart de finale 1-3 (0-1)
- 2009 : La coupe de Grèce est de nouveau un challenge pour les 'Vissini'. L'AEL entre en quatrième tour dans la compétition, elle passe ce tour en éliminant le Panatolikos 2-0. Le tour suivant, l'AEL est sortie par le Panserraikos Serres 1-0 par un but dans les 10 dernières minutes. Un petit score pour un match qui ne restera pas dans les annales. Une nouvelle fois, l'AEL est sorti par un promu.
- 2010 : L'AEL entre dans le tournoi et se débarrasse de l'Ethnikos Peiraias 1-0 but de Simic. Les 8e de finale opposent l'AEL à l'AEK qui se sont rencontrées 10 jours plus tôt.

### Parcours Européen
Coupe de l'UEFA
L'AEL Larissa participe à la coupe d'Europe en 1984 - 1985 et termine en quart de finale contre le Dynamo Moscou 0-0 (0-1). 
La saison suivante 1985 - 1986, l'AEL est battue 1-1(0-1) par le futur vainqueur de la coupe d'Europe, la Sampdoria.
Le 20 septembre 2007, AEL Larissa réalise un match de grande qualité au Panthessaliko Stadium de Volos, et remporte une victoire importante contre les Blackburn Rovers 2-0. Après une défaite 2-1 en Angleterre, AEL Larissa passe le tour suivant de la coupe de l'UEFA pour retrouver le haut niveau européen abandonné plus de vingt ans avant. 
- Saison 2007-2008 - Coupe de l'UEFA

La nouvelle formule de la coupe de l'UEFA permet à l'AEL Larissa d'être reversée dans la poule A éliminatoire:
- POULE A:

 AZ Alkmaar
 Everton
 Zénith Saint-Pétersbourg
 FC Nuremberg
- Le 25 octobre 2007

 Everton -  AEL Larissa 1-3
- Le 8 novembre 2007 à Volos (Panthessaliko Stadium)

 AEL Larissa -  Zénith Saint-Pétersbourg  2-3
- Le 29 novembre 2007

 AZ Alkmaar -  AEL Larissa 1-0
- Le 20 décembre 2007 à Volos (Panthessaliko Stadium)

 AEL Larissa-  FC Nuremberg  1-3
- Les buteurs de l'AEL Larissa:

 A.Cleyton 1 but
 N.Alexandrou 1 but
 G.Fotakis 1 but
 J.Kozleï 1 but
- Saison 2009-2010 - Coupe Europa

- Le 16 juillet 2009 à Reykjavik (ISL)

 KR Reykjavik- AEL Larissa 2-0 
- Le 23 juillet 2009 à Larissa (Alkazar)

 AEL Larissa -  KR Reykjavik1-1 
But: Tsigas (27e)

## Personnalités du club

### Entraîneurs du club
| - Aleksandar Petrović (1er juillet - 30 juin 1965) - Dionysis Minardos (1er juillet - 30 juin 1966) - Alexandros Vogas (1er juillet 1966 - 30 juin 1967) - Giourkas Seitaridis (1er juillet 1967 - 30 juin 1968) - Lefteris Papadakis (1er juillet 1968 - 1969) - Theodoros Sirganis (1969) - Giannis Helmis (1969) - Theodoros Sirganis (1969 - 1970) - Apostolos Chabibis (1970) - Christos Kletsas (1970) - Kostas Ziogas (1970) - Giorgos Tsalopoulos (1970) - Kostas Polychroniou (1970 - 30 juin 1972) - Stevan Karanfilović (1er juillet 1972 - 30 juin 1973) - Ivan Kochev (1er juillet 1973 - 30 juin 1974) - Dan Georgiadis (1er juillet 1974 – 1975) - Ivan Kochev (1975) - Lakis Progios (1975) - Horacio Morales (1975) - Nikos Alefantos (1975) - Horacio Morales (1975 - 1976) - Giorgos Petridis (1976) - Giorgos Tsalopoulos (1976) - Antonis Georgiadis (1976 - 1977) - Vangelis Balopoulos (1977) - Pavlos Grigoriadis (1977) - Giannis Zafiropoulos (1977 - 30 juin 1978) - Milan Ribar (1er juillet 1978 - 30 juin 1979) - Kostas Polychroniou (1er juillet 1979 - 30 juin 1980) - Antonis Georgiadis (1er juillet 1980 - 30 juin 1982) - Jacek Gmoch (1er juillet 1982 - 30 juin 1983) - Walter Skocik (1er juillet 1983 - 30 juin 1984) - Andrzej Strejlau (1er juillet 1984 - 31 mars 1986) - Nikolaos Tsiakos (1er avril 1986 - 30 juin 1986) - Jacek Gmoch (1er juillet 1986 - 2 mai 1988) - Horacio Morales (3 mai 1988 - 30 juin 1988) - Vladimír Táborský (1er juillet 1988 - 30 juin 1989) - Marcin Bochynek (1er juillet 1989 - 18 octobre 1990) - Nikos Alefantos (25 octobre 1990 - 3 décembre 1990) - Hristo Bonev (6 décembre 1990 - 30 juin 1993) - Jacek Gmoch (1er juillet 1993 - 1er novembre 1993) - Sotiris Koukouthakis (2 novembre 1993 - 8 novembre 1993) - Christos Archontidis (9 novembre 1993 - 30 juin 1994) - Vassilis Daniil (1er juillet 1994 - 30 juin 1995) | - Ioannis Matzourakis (1er juillet 1995 - 5 octobre 1995) - Kostas Siavalas / Leonidas Efstathiou (6 octobre 1995 - 17 octobre 1995) - Andreas Michalopoulos (18 octobre 1995 - 30 juin 1996) - Giorgos Foiros (1er juillet 1996 - 27 janvier 1997) - Kostas Siavalas / Dimitris Simeonidis (28 janvier 1997 - 13 février 1997) - Christos Archontidis (14 février 1997 - 3 mars 1997) - Kostas Siavalas / Dimitris Simeonidis (4 mars 1997 - 30 juin 1997) - Kazimierz Kmiecik (1er juillet 1997 - 10 novembre 1997) - Zoran Babović (13 novembre 1997 - 21 décembre 1998) - Nikos Argyroulis (24 décembre 1998 - 26 avril 1999) - Paris Meintanis (27 avril 1999 - 11 mai 1999) - Leonidas Efstathiou (12 mai 1999 - 30 juin 1999) - Nebojša Ličanin (30 août 1999 - 7 février 2000) - Takis Parafestas (8 février 2000 - 30 juin 2000) - Nikos Argyroulis (1er juillet 2000 - 26 novembre 2000) - Giannis Alexoulis (27 novembre 2000 - 12 février 2001) - Michalis Ziogas (13 février 2001 - 30 juin 2001) - Vangelis Vouroukos (1er juillet 2001 - 7 mars 2002) - Kostas Siavalas (8 mars 2002 - 30 juin 2002) - Takis Sourlatzis (1er juillet 2002 - 8 septembre 2002) - Christos Gkatas (9 septembre 2002 - 23 février 2003) - Horacio Morales (24 février 2003 - 31 mars 2003) - Takis Parafestas (1er avril 2003 - 30 juin 2004) - Giorgos Donis (1er juillet 2004 - 24 avril 2008) - Marínos Ouzounídis (1er juillet 2008 - 22 février 2010) - Iannis Papakostas (23 février 2010 - 29 novembre 2010) - Kostas Katsakas (30 novembre 2010 - 16 décembre 2010) - Jørn Andersen (17 décembre 2010 - 9 janvier 2011) - Nikos Kostenoglou (10 janvier 2011 - 30 juin 2011) - Chris Coleman (1er juillet 2011 - 9 janvier 2012) - Nikos Kotsovos (10 janvier 2012 - 16 janvier 2012) | - Božidar Bandović (17 janvier 2012 - 30 janvier 2012) - Nikos Kehagias (31 janvier 2012 - 20 mars 2012) - Michalis Ziogas (21 mars 2012 - 8 janvier 2013) - Timos Kavakas (9 janvier 2013 - 30 juin 2013) - Kostas Panagopoulos (12 août 2013 - 10 novembre 2013) - Giorgos Strantzalis (12 novembre 2013 - 8 mars 2014) - Panagiotis Tzanavaras (9 mars 2014 - 30 juin 2014) - Kostas Panagopoulos (6 septembre 2014 - 1er novembre 2014) - Thomas Grafas (2 novembre 2014 - 23 décembre 2014) - Sakis Anastasiadis (24 décembre 2014 - 5 janvier 2015) - Panagiotis Tzanavaras (6 janvier 2015 - 7 mars 2015) - Soulis Papadopoulos (8 mars 2015 - 30 juin 2015) - Ratko Dostanić (10 juillet 2015 - 22 février 2016) - Sakis Tsiolis (23 février 2016 - 2 juin 2016) - Angelos Anastasiadis (8 juin 2016 - 31 octobre 2016) - Sakis Tsiolis (1er novembre 2016 - 21 mars 2017) - Thodoris Voutiritsas (22 mars 2017 - 2 avril 2017) - André Paus (3 avril 2017 - 12 septembre 2017) - Jacky Mathijssen (14 septembre 2017 - 25 septembre 2017) - Ilias Fyntanis (26 septembre 2017 - 19 février 2018) - Ratko Dostanić (20 février 2018 - 10 mars 2018) - Sotiris Antoniou (12 mars 2018 - 22 septembre 2018) - Gianluca Festa (24 septembre 2018 - 30 juin 2019) - Gordan Petrić (1er juillet 2019 - 8 août 2019) - Michalis Grigoriou (9 août 2019 - 22 novembre 2020) - Giannis Tatsis (23 novembre 2020 - 20 janvier 2021) - Gianluca Festa (21 janvier 2021 - 9 mai 2021) - Michalis Ziogas (intérim) (10 mai 2021 - 23 mai 2021) - Kostas Frantzeskos (24 mai 2021 - 13 octobre 2021) - Ilias Fyntanis (14 octobre 2021 - 22 décembre 2021) - Panagiotis Goutsidis (23 décembre 2021 - 3 octobre 2023) - Pavlos Dermitzakis (7 octobre 2023 - ) |

### Joueurs du club

#### Anciens joueurs du club
De nombreux grands joueurs ont laissé leurs empreintes au stade Alkazar. Leurs noms apparaissent ici pour leur place dans l'équipe "Vissini", leur rôle dans la réussite et dans l'adversité de l'AEL Larissa.
| - Iannis Valaras - Vassilis Karapialis - Michalis Ziogas - Iannis Galitsos - Giorgios Mitsibonas - Giorgios Plitsis - Christos Michael - Kostas Kolomitroussis - Theodore Voutiritsas - Takis Parafestas - Sakis Tsiolis - Giorgios Agoroyannis - Nikos Patsiavouras - Theologis Papadopoulos - Theofánis Ghékas | - Thomas Kiparissis - Christophe Adamtsic - Casimir Kmietsic - Paolo Da Silva - Ștefan Stoica - David Ebé - Tümer Metin - Daniel Cousin |

Deux joueurs de l'AEL Larissa ont participé à la victoire aux championnats d'Europe 2004. Ils sont Champions d'Europe : 
- Nikos Dabizas
- Stelios Venetidis

#### Joueurs grecs
| - Parafesta - Andréoudis - Plitsi - Karapialis - Georgios Mitsibona - Leuteris Milos - Vaggelis Tsoukalis | - Nikos Sotiroulis - Georgios Katsogiannis - Hlias Fasoula - Zisis Chelidonis - Kostas Piladakis - Thomas Kiparissis - Stelios Venetidis |

#### Joueurs étrangers
| - Tümer Metin - Georgi Tsikof - Ștefan Stoica - Paolo Queiroz da Silva - Christian Bassila | - Cleyton - Ibrahima Bakayoko - Jozef Kožlej - Marco Foerster - Marciej Zurawski | - Franck Guela - Mbo Mpenza - Facundo Parra - Laurent Robert - Geremi | - Christian Weber - Marcelo Sarmiento - Luís Boa Morte - Ricardo Jésus | - Mauricio Ferrari - Saša Ilić - Dino Seremet - Dennis Şerban - Nolberto Solano | - Flávio - Matthias Walter Iglesias - Daniel Cousin - Guga - Samy Frioui |

## Logos

1964-2008
2008-2023
Depuis 2023

## Sponsors et équipementiers
- Équipementier 2005-2008 : Puma
- Équipementier 2008-2010 : Adidas
- Sponsor officiel principal : ON (Téléphone/ Internet/Télévision)